# Perfect Target
Perfect Target è un film del 1997 diretto da Sheldon Lettich e con protagonisti Daniel Bernhardt, Robert Englund e Brian Thompson.

## Trama
Un ex soldato/mercenario è stato portato in un paese straniero da un suo ex socio in aiuto alla protezione del presidente di quel paese. Scopre però che gli stessi soci che lo hanno contattato, lo hanno ingannato e hanno in mente un colpo di Stato. Ora l'ex mercenario si ritrova addirittura accusato di aver assassinato l'ex presidente.